# Демурчян, Анастасия Сергеевна
Анастасия Сергеевна Демурчян (род. 13 июня 2004, Анапа, Краснодарский край, Россия) — российская боксёр-любитель, выступающая в первой средней весовой категории. Заслуженный мастер спорта России (2023), член сборной России по боксу, чемпионка мира среди женщин (2023), чемпионка России (2022), двукратный серебряный призёр чемпионатов России (2023, 2024) среди любителей.

## Биография
Родилась 13 июня 2004 года в городе Анапа, в Краснодарском крае, и там же сегодня проживает.
По происхождению её отец армянин, а мать русская. Оба родителя уроженцы Кубани, коренные анапчане. Корни её уходят в Болгарию и Грецию, и Россию по маме. И в Грузию по отцу. Её мать в девичестве Романова, дочь первого атамана города Анапы — Романова Виктора Евгеньевича.

## Любительская карьера

### 2022—2024 годы
В октябре 2022 года стала чемпионкой России в весе до 70 кг на чемпионате России среди женщин в Краснодаре, в финале победив опытную Дариму Сандакову. Здесь она также была признана лучшим боксёром чемпионата.
В ноябре 2022 года приказом Министра спорта РФ ей было присвоено спортивное звание «Мастер спорта России» по боксу.
В марте 2023 года Анастасия стала чемпионкой мира на чемпионате мира среди женщин в Нью-Дели (Индия), в весовой категории до 70 кг. Где она в полуфинале по очкам (5:0) победила китаянку Чжоу Пань, а в финале по очкам (5:0) в трёх раундах победила опытную австралийку Кей Фрэнсис Скотт. Победу она отпраздновала с российским флагом.
В ноябре 2023 года, в Уфе стала серебряным призёром чемпионата России в весе до 70 кг, в финале по очкам 0:5 проиграв Дариме Сандаковой.
В конце ноября 2023 года приказом Министра спорта РФ ей было присвоено почётное звание «Заслуженный мастер спорта России» по боксу.
В ноябре 2024 года на чемпионате России в Серпухове, в категории до 81 кг стала серебряным призёром. В финале уступила сопернице из Омской области Салтанат Меденовой. 